# Dominik Tutaj
Dominik Tutaj (ur. 4 sierpnia 1883 w Masłowie, zm. 13 czerwca 1964 w Domaszowicach) – polski rolnik, działacz polityczny, poseł na Sejm Ustawodawczy w II RP z ramienia Związku Ludowo-Narodowego, a następnie Narodowego Zjednoczenia Ludowego.

## Życiorys
Ukończył szkołę elementarną w Masłowie. Był członkiem zarządu kółka rolniczego w Kielcach i w Towarzystwie Kredytowym św. Wojciecha w Kielcach. W parafii św. Wojciecha pełnił funkcję członka dozoru szkolnego. Był także członkiem Stowarzyszenia Spożywczego Związku Kieleckiego i rady nadzorczej Centralnej Kasy Rolniczej Stowarzyszeń Pożyczkowych w Warszawie. W 1919 roku uzyskał mandat posła na Sejm Ustawodawczy z listy nr 4 Narodowy Komitet Wyborczy w okręgu wyborczym  nr 26 (pow. Kielce, Jędrzejów, Włoszczowa oraz miasto Kielce). W Sejmie należał do komisji komunikacyjnej. Pierwotnie był członkiem klubu Związku Sejmowego Ludowo-Narodowego, a od sierpnia 1919 roku należał do klubu Narodowego Zjednoczenia Ludowego. W 1919 roku był jednym z wnioskodawców wniosku w sprawie ustalenia nazwy Rzeczypospolitej Polskiej, herbu i godeł państwowych. Po zakończeniu kadencji wycofał się z działalności politycznej. W 1930 roku wszedł w skład komitetu honorowego I Krajowego Kongres Eucharystyczny w Polsce, który odbywał się w Poznaniu.

## Życie prywatne
Był synem rolników Adama Tutaj i Marianny z Majcherczyków. W 1902 roku w parafii św. Wojciecha w Kielcach ożenił się z Antoniną Zagnińską